# دنی آلسپ
دنی آلسپ (انگلیسی: Danny Allsopp؛ زادهٔ ۱۰ اوت ۱۹۷۸) بازیکن فوتبال اهل استرالیا است که در پست مهاجم بود. وی آخرین بازیش با باشگاه فوتبال لانسستون سیتی بود.
از باشگاه‌هایی که در آن بازی کرده‌است می‌توان به باشگاه فوتبال هال سیتی، باشگاه فوتبال منچستر سیتی، باشگاه فوتبال رکسهام، باشگاه فوتبال ملبورن ویکتوری، باشگاه فوتبال بریستول راورز، باشگاه فوتبال نوتس کانتی، و باشگاه ورزشی الریان، باشگاه فوتبال دی‌سی یونایتد، اشاره کرد.
وی همچنین در تیم‌های ملی فوتبال زیر ۱۷، ۲۰ و  ۲۳ سال استرالیا و تیم ملی فوتبال استرالیا بازی کرده‌است.